# 메피스토 (2020년 영화)
"메피스토"는 2020년 개봉한 대한민국의 영화이다.

## 캐스팅
- 이상보 : 한태석 역[1]
- 김초인 : 이수연 역
- 이수민 : 이지연 역
- 김병옥 : 진 본부장 역
- 엄혜수 : 김자경 역
- 장우용 : 강병수 역